# Ruthie Matthes
Ruth "Ruthie" Matthes (Sun Valley, 11 de novembre de 1965) va ser una ciclista nord-americana que combina la carretera amb el ciclisme de muntanya.
En muntanya aconseguí cinc medalles als Campionats del Món, una d'elles d'or. També es proclamà un cop campiona de la Copa del món.
En carretera va guanyar la medalla de plata al Campionat del món en ruta, i un campionat nacional en la mateixa disciplina.

## Palmarès en ruta
- 1989
  -  Campiona dels Estats Units en critèrium
  - Vencedora de 2 etapes a la Women's Challenge
- 1990
  -  Campiona dels Estats Units en ruta
  - 1a a la Washington Trust Classic i vencedora d'una etapa
  - 1a al Gran Premi Okinawa
  - Vencedora de 2 etapes a la Women's Challenge

## Palmarès en ciclisme de muntanya
- 1991
  -  Campiona del món en Camp a través
- 1992
  - 1a a la Copa del món en Camp a través